# El Zulia
El Zulia ist eine Gemeinde (municipio) im Departamento Norte de Santander in Kolumbien. El Zulia gehört zur Metropolregion Cúcuta.

## Geographie
El Zulia liegt in der Region Metropolitana in Norte de Santander auf einer Höhe von 220 Metern 12 km von Cúcuta entfernt und hat eine Jahresdurchschnittstemperatur von 30 °C. An die Gemeinde grenzen im Norden und Osten Cúcuta, im Süden San Cayetano und Santiago und im Westen Sardinata und Gramalote.

## Bevölkerung
Die Gemeinde El Zulia hat 23.921 Einwohner, von denen 14.615 im städtischen Teil (cabecera municipal) der Gemeinde leben. In der Metropolregion leben 892.732 Menschen (Stand: 2019).

## Geschichte
El Zulia wurde zwischen 1750 und 1760 gegründet.

## Wirtschaft
Die wichtigsten Wirtschaftszweige von El Zulia sind Landwirtschaft (insbesondere werden Kaffee, Reis, Mais, Maniok, Kakao und Zuckerrohr angebaut), Fischerei, Bergbau (Ton, Kalkstein, Kohle und Sand), Industrie und Handel.